# The cake is a lie
The cake is a lie (lit. ‘El pastís és una mentida’) és un eslògan del videojoc Portal de l'any 2007. Inicialment deixat enrere com un grafit per Doug Rattman per advertir que GLaDOS, el dolent principal del joc, estava enganyant el jugador, es pretenia que fos una referència menor i una broma esotèrica per part de l'equip de desenvolupament del joc que implicava que el jugador mai rebria la recompensa promesa. Es va fer inesperadament popular entre els jugadors del Portal i des de llavors s'ha convertit en un mem d'Internet àmpliament distribuït on la frase s'associa amb nous significats fora del context original del joc.

## Ús

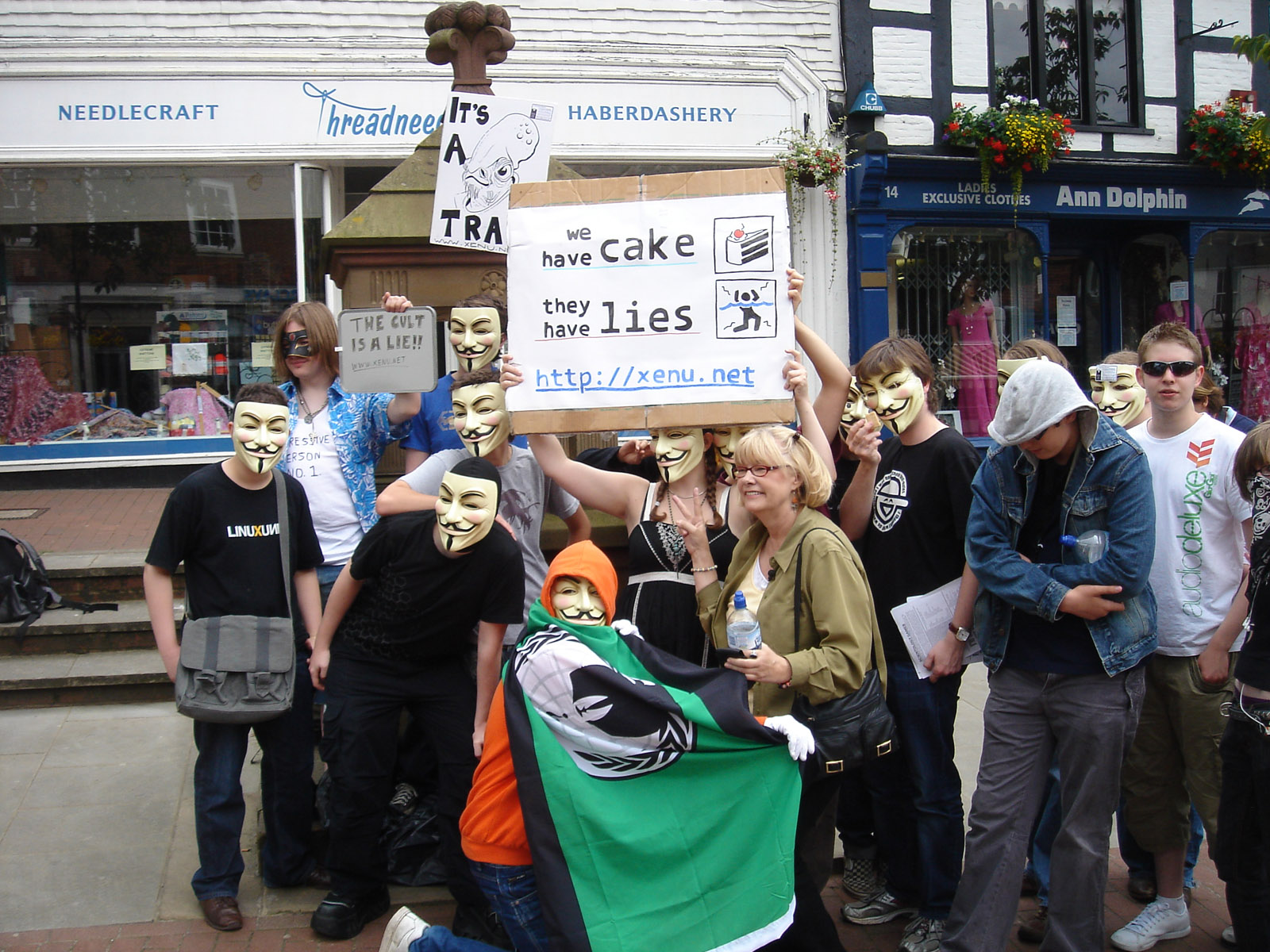
Un exemple de la frase original modificada i utilitzada en contextos completament diferents pels membres de l'Operació Clambake

El context original de "The cake is a lie" era transmetre el missatge que s'està utilitzant una recompensa per motivar a Chell, el personatge del jugador al videojoc Portal, sense cap intenció de lliurar-li el pastís. L'ús primerenc de la frase entre els fans del Portal indicava un estat de coneixement irònic; representava una experiència compartida i una manera de detectar falses fonts de motivació.
La frase finalment es va allunyar del seu context original i va ser adquirida mitjançant l'ús repetitiu a la cultura d'Internet. Per exemple, la frase s'ha utilitzat com a modisme per referir-se a la recerca d'un objectiu buit i inassolible, o com a punt de referència per discutir les protestes sobre els defectes de l'algorisme del sistema educatiu britànic per part d'un acadèmic investigador. "The cake is a lie" també s'utilitza per referir-se a pastissos reals, ja sigui com a fan art que fa referència a Portal, o com a descriptor literal de pastissos dissenyats com a rèpliques realistes de persones i objectes.

## Origen

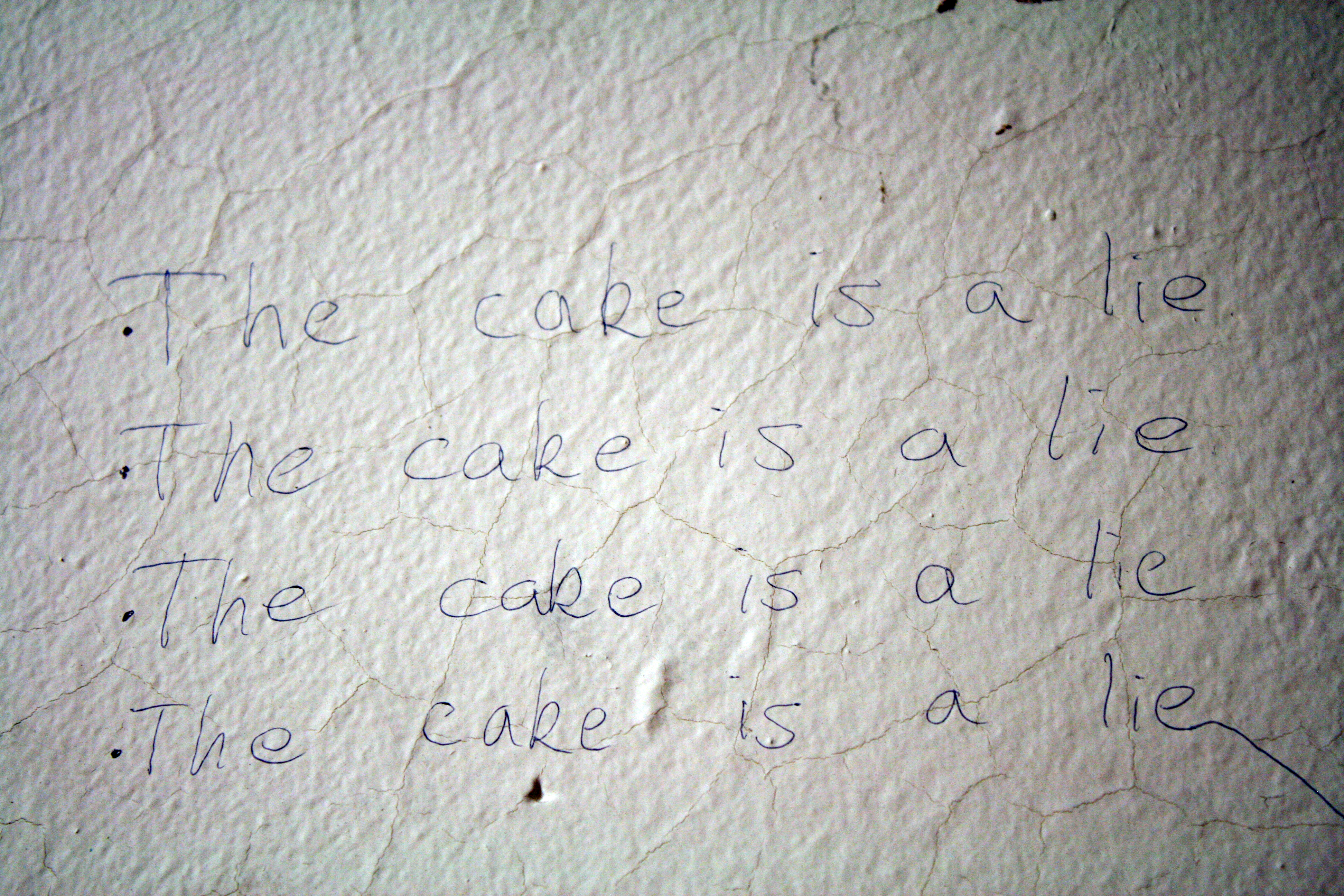
Una recreació de bolígraf del grafiti "The cake is a lie". Al videojoc Portal, el missatge es dibuixa amb lletres gruixudes i entintades sobre parets de formigó nues.

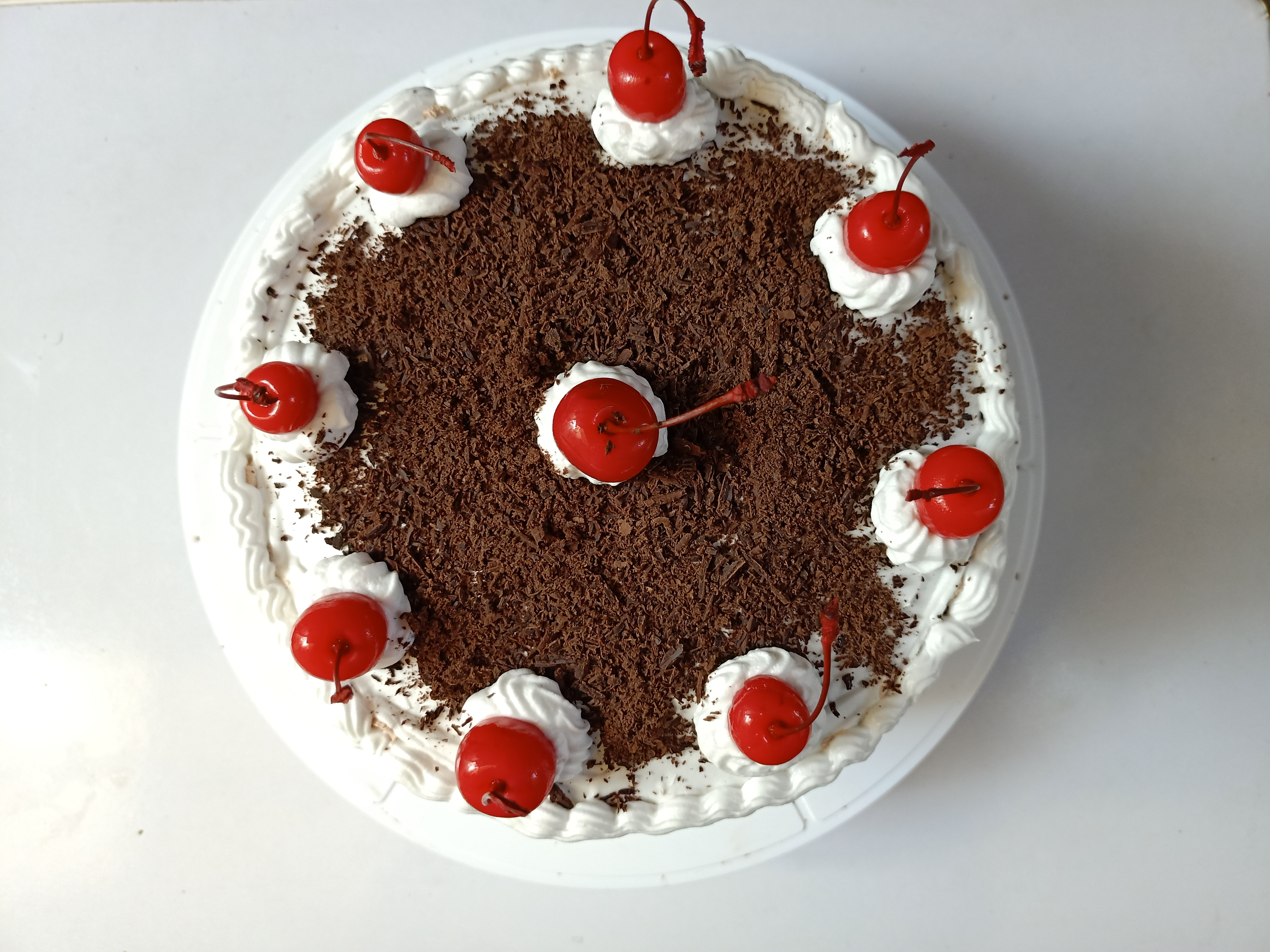
Un exemple de pastís de la Selva Negra

La frase apareix per primera vegada al videojoc Portal del 2007. Es pot trobar dibuixat de manera desarticulada dins dels forats ocults de les cambres de prova que els jugadors han de completar, amb la frase escrita diverses vegades per l'últim científic supervivent de l'incident de neurotoxines d'Aperture Science, Doug Rattman. Apareix en referència al fet que una entitat d'IA que guia Chell a través de les cambres, GLaDOS, promet un pastís com a recompensa si aconsegueix totes les cambres de prova. Tanmateix, GLaDOS resulta ser enganyosa i Rattman va deixar el missatge com a advertència. El pastís es fa referència a la lletra de la cançó que apareix als crèdits de tancament del joc, "Still Alive⁣".
Els escriptors del guió del videojoc Portal Erik Wolpaw i Chet Faliszek van desenvolupar la frase com un dispositiu argumental, "una àncora temàtica que ofereix una o dues rialles en la seva configuració, revelació i picada d'ullet postcrèdits" sense tenir en compte el seu potencial per convertir-se en un fenomen viral. La idea d'utilitzar el pastís com a recompensa proposada va sorgir a l'inici del procés de desenvolupament de Portal, on els escriptors es van reunir en grup per determinar en quin filòsof o escola de filosofia es basaria el seu joc. Es va arribar a un consens quan un membre de l'equip va suggerir que a molta gent els agrada el pastís. L'element del pastís, juntament amb els missatges addicionals donats al jugador a les zones ocultes de l'escena, van ser escrits i dibuixats per Kim Swift. Swift es va inspirar en una versió del pastís de la Selva Negra que ofereix el Regent Bakery and Cafe de Redmond, Washington, que es troba a prop de les oficines anteriors de Valve Corporation, companyia desenvolupadora i editora de Portal.

## Difusió
"The cake is a lie" va ser citat amb freqüència en nombrosos fòrums i blocs d'Internet. Don Caldwell, editor en cap del lloc web Know Your Meme, va dir que els mems d'eslògan com "the cake is a lie" es difonen fàcilment per Internet i tenen una barrera d'entrada molt baixa per participar en la seva proliferació.
L'interès per la frase va disminuir a principis de 2009 abans d'experimentar un renaixement de popularitat el 6 de juliol del mateix any, que Caldwell va atribuir a un còmic xkcd que feia referència a la frase. Tyler Wilde de GamesRadar va assenyalar que "The cake is a lie" es va convertir en una de les cites de videojocs més repetides l'any 2009. Stephen Totillo, que va ser editor a MTV.com el 2008, va atribuir part de l'aclamació generalitzada Portal a la frase, juntament amb el seu tema principal, "Still Alive" i Weighted Companion Cube. James Davenport de PC Gamer va opinar que un factor fonamental que va contribuir a la popularitat del mem es va deure a l'any en què va debutar, l'any 2007, "en què alguns dels mems més llegendaris van guanyar notorietat i es van consolidar prop del cap de l'idiota, inexplicable desfilada de semiòtica". Amanda Brennan va estar d'acord i va suggerir que el 2007 va marcar un punt en què la cultura d'Internet va transcendir dels fòrums de nínxol com 4chan i va entrar en "el seu propi ecosistema", aconseguint un atractiu general en el procés.
L'ús de la frase a la cultura popular va experimentar un ressorgiment l'any 2020 com a resposta a la difusió a les xarxes socials d'un altre mem basat en pastís, on s'utilitza com a descripció literal d'un pastís hiperrealista que es fa per semblar una altra cosa.

### Representacions en la cultura popular

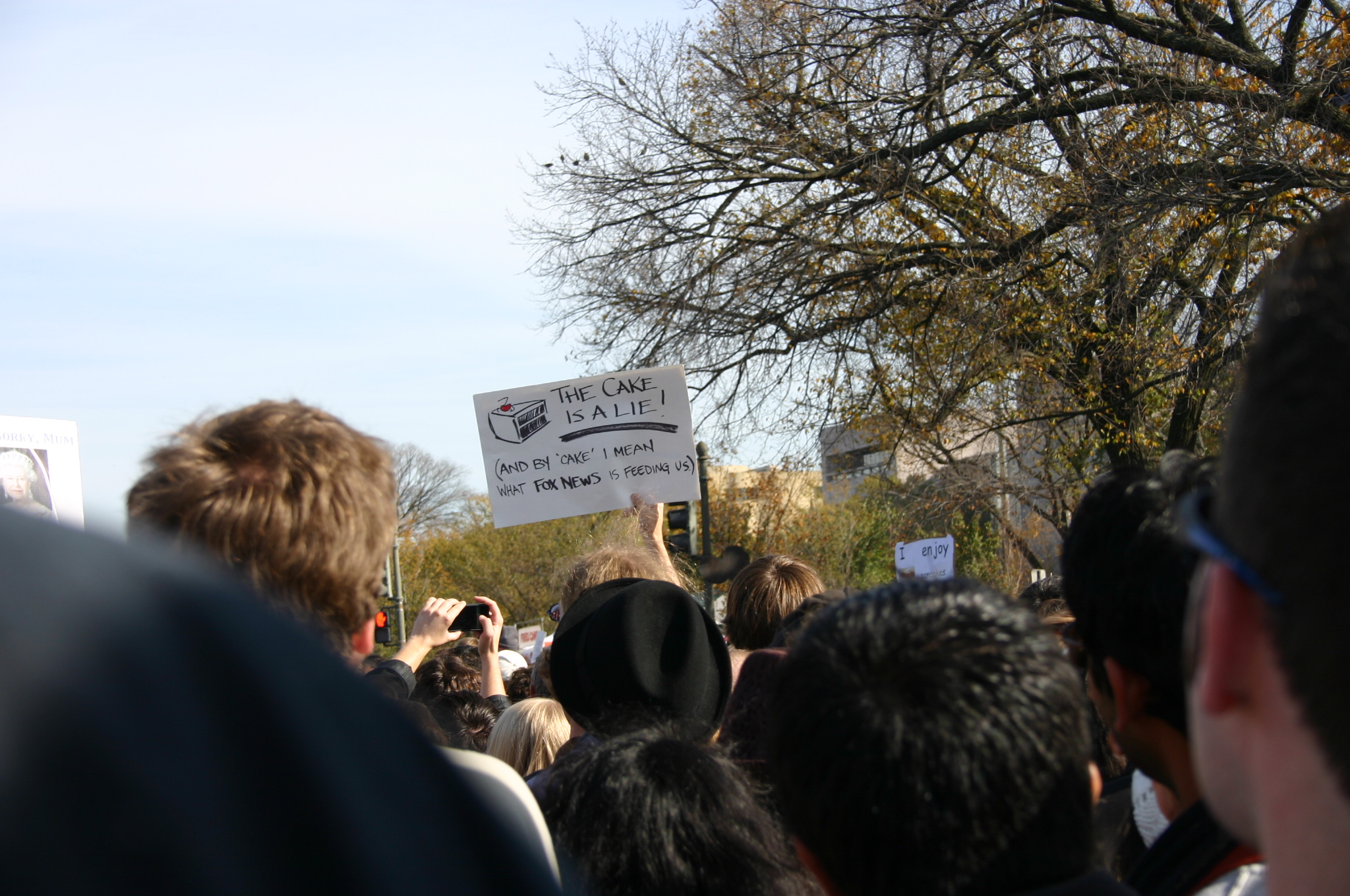
Un cartell de piquets a la manifestació per restaurar la seny i/o la por que fa referència a la frase per criticar un canal de televisió per cable nord-americà.

S'ha fet referència al mem en pel·lícules de fans, així com en discussions sobre altres videojocs per part de periodistes de videojocs o com un ou de Pasqua dins del mateix joc. Alguns exemples inclouen 'Splosion Man, Dragon Age: Origins, World of Warcraft, i Assassin's Creed: Valhalla.
La frase també s'ha trobat en altres contextos. Va aparèixer en un adhesiu publicat en una manifestació contra la Cienciologia davant de l'Oficina de Cienciologia de Londres el març de 2008. Una història de KJRH-TV que es va centrar en Sooner Paranormal of Oklahoma, un grup dedicat a "investigacions i investigacions paranormals", va representar un membre del grup caminant per un edifici suposadament embruixat i descobrint la frase gargotejada en una pissarra, amb la implicació que el gargot havia originat fenòmens paranormals o inusuals.
Les referències al pastís del Portal s'han utilitzat en diverses formes de marxandatge, tant oficials com no oficials. La frase també s'ha utilitzat freqüentment com a referència a la cultura d'Internet sobre pastissos reals des del llançament de Portal.

## Reacció
Els periodistes de videojocs han elogiat la presentació de "The cake is a lie" a Portal com un exemple ben executat de narració ambiental. L'editor d'Ars Technica, Johnathan Neuis, va dir que "The cake is a lie" era una de les bromes interiors més contundents dels videojocs, ja que "All your base are belong to us". Mashable va classificar "The cake is a lie" com el mem de jocs més inoblidable dels anys 2000. The Regent Bakery va assenyalar que des del llançament del joc, el seu pastís de la Selva Negra ha estat un dels seus articles més populars.
Per contra, l'editor de The Escapist , Ben "Yahtzee" Croshaw, va criticar l'ús excessiu dels mems d'Internet, esmentant específicament l'ús de la frase com a referència a l'ou de Pasqua a "Splosion Man". Va criticar les persones que fan servir els mems d'Internet per donar-se personalitat, i va argumentar que "The cake is a lie" no era el més divertit de Portal. En una entrevista de 2010 amb Gamasutra sobre Portal 2, Wolpaw va indicar que no es farien bromes ni referències al pastís per al joc que vindria aleshores, ja que estava "fart dels mems". Valve va indicar que tenia la intenció de deixar de promocionar l'eslògan com a humor aquell mateix any, encara que una barreja per elaborar pastissos amb llicència oficial per a la marca Portal va ser creada pel titular de llicència alemany Gaya Entertainment i llançada el 2013.

## Cultura popular
- "The Preacher and the Slave⁣", una cançó de 1911 associada al moviment obrer, parodiant les vanes esperances de les recompenses promeses d'una manera semblant ("Tindreu pastís al cel quan moris") fa referència també al pastís.